# DJ PV
Pedro Victor Stecca de Sousa Ferreira (Goiânia, 20 de abril de 1990), mais conhecido como DJ PV, é um DJ, produtor musical e compositor brasileiro. É notável por seus trabalhos no segmento da música cristã contemporânea e do CEDM.

## Informações
Natural da capital de Goiás, PV ficou conhecido com a música "Som da Liberdade", parte do álbum homônimo, lançado em 2012. A canção, em menos de um ano, alcançou mais de 1 milhão de visualizações. Com isso, o DJ atraiu a atenção da gravadora Sony Music Brasil, com a qual assinou contrato em 2013. Em 2015, lançou o álbum Som da Liberdade 2.0, gravado ao vivo em Goiânia, com participações de artistas como Leonardo Gonçalves, Nívea Soares, Fernandinho, Gabriela Rocha,  Paulo César Baruk, Priscilla Alcantara e a dupla André e Felipe.
Durante suas apresentações, PV utiliza aparatos tecnológicos para atrair o público e tornar sua apresentação mais dinâmica, como o Robô Led, que faz sucesso em eventos de música eletrônica, além de iPad, Guitarra do Nintendo Wii e vídeos em 3D.
DJ PV também realizou várias colaborações com artistas evangélicos. Com Daniela Araújo, lançou o single "Outubro" (2015) e com Mauro Henrique, vocalista da banda Oficina G3, lançou o single "Eu Sei". Em 2017, produziu seu primeiro disco em espanhol. O projeto conta com alguns dos maiores nomes da música cristã latina como Alex Campos (recém contratado pela Sony Music México), Ingrid Rosario, Evan Craft, Redimi2, entre outros, contará também com a participação da cantora brasileira Daniela Araújo interpretando uma faixa em espanhol. Esta produção em espanhol foi indicada em seis categorias dos Prêmios AMCL 2017.

## Discografia

### Álbuns
| Faixas do álbum |
| --- |
| 1. Teu Falar (part. Hadassah Perez) 2. Estás Comigo (part. Adhemar Rocha) 3. Som da Liberdade (Remix) (part. Ivair Filho e Tevão Lino) 4. Resplandecer (part. Guilherme Franco e Heigor) 5. Seu Jeito de Me Amar (part. Tevão Lino) 6. I See You 7. Me Leva Mais Alto (part. Arthur Henrique) 8. Again and Again (Remix) (part. Dominic Balli) 9. Voar Como Águia (part. Fernando Barros) |

| Faixas do álbum |
| --- |
| 1. Dance e Não Se Canse (part. Lex Skate Rock e Arthur Henrique) 2. Nova Canção (part. Adhemar Rocha) 3. Vou Para o Alvo (part. André & Felipe) 4. Tua Graça (part. Leo Brandão) 5. Tu És Real (part. Fernandinho e Gabriela Rocha) 6. Eu Quero Ser (part. Leonardo Gonçalves) 7. Hoje Vai Resplandecer (part. Priscilla Alcantara) 8. Filho do Deus Vivo (Remix) (com Nívea Soares) 9. Sobre a Graça (part. Paulo César Baruk) 10. Dance e Não Se Canse (Instrumental) 11. Vou Para o Alvo (Extended) (part. André & Felipe) 12. Tua Graça (Instrumental) 13. Tu És Real (Instrumental) 14. Eu Quero Ser (Instrumental) 15. Hoje Vai Resplandecer (Instrumental) 16. Filho do Deus Vivo (Remix) (Instrumental) 17. Vou Para o Alvo (Instrumental) 18. Sobre a Graça (Instrumental) |

| Faixas do álbum |
| --- |
| 1. Por La Eternidad (com Daniela Araújo) 2. Me Llevas Más Alto (part. Alex Campos e Redimi2) 3. Tu Gracia (part. Mauro Henrique) 4. Processo (part. Evan Craft) 5. Eres Real (part. Ingrid Rosario e Luiz Arcanjo) 6. El Amor Resplandecerá (part. Julissa) 7. Libertad (part. GDS Band) 8. Danza en Su Amor (part. Generación 12) |

| Faixas do álbum |
| --- |
| 1. Amor Que Não Falha (com Felipe Ramos) 2. Joquebede (Remix) (com Gui Brasil e DJ Vitor Capoia, part. Israel Santos) 3. Me Faz Viver (com Marcelo Markes) 4. Sol Que Brilha em Mim (com Abel Junho) 5. Furioso Oceano (Remix) (com Jhonas Serra) 6. Sinto Fluir (Remix) (com Amém e Marcelo Markes, part. Julliany Souza) 7. Eu Só Quero Tua Presença (Remix) (com Theo Rubia e GV3) 8. Eu Tenho Você (Remix) (com Marcelo Markes e Isadora Pompeo) 9. Eu Te Vejo em Tudo (Remix) (com Helena Alberez) 10. Garden (Instrumental) 11. Tô Preparado (com André & Felipe) 12. Barcos (com André & Felipe e Duo Franco) 13. Lázaro (com Thais Castro) 14. Sou Livre (com Camila Campos) 15. O Melhor Está Por Vir (com Gabriel Barreto) |

### Singles

#### Como artista principal
| Ano  | Canção                                                                                                | Álbum                     |
| ---- | --- | ------------------------- |
| 2015 | "Tu És Real" (part. Fernandinho e Gabriela Rocha)                                                     | Som da Liberdade 2.0      |
| 2015 | "Hoje Vai Resplandecer" (part. Priscilla Alcantara)                                                   | Som da Liberdade 2.0      |
| 2016 | "Rei Davi" (com Som e Louvor)                                                                         | Adicionado à nenhum álbum |
| 2017 | "Me Llevas Más Alto" (part. Alex Campos e Redimi2)                                                    | Me Llevas Más Alto        |
| 2017 | "Eu Sei" (part. Mauro Henrique)                                                                       | Adicionado à nenhum álbum |
| 2017 | "El Amor Resplandecerá" (part. Julissa)                                                               | Me Llevas Más Alto        |
| 2017 | "Tu Gracia" (part. Evan Craft)                                                                        | Me Llevas Más Alto        |
| 2017 | "Libertad" (part. GDS Band)                                                                           | Me Llevas Más Alto        |
| 2017 | "Intensamente" (part. Preto no Branco)                                                                | Adicionado à nenhum álbum |
| 2018 | "Galileu Remix" (part. Fernandinho)                                                                   | Adicionado à nenhum álbum |
| 2018 | "Tu és Bom" (part. Julia Vitória)                                                                     | Adicionado à nenhum álbum |
| 2018 | "Seu Amor" (part. Isadora Pompeo e Eli Soares)                                                        | Adicionado à nenhum álbum |
| 2018 | "Bueno es Dios" (part. Julia Vitória)                                                                 | Adicionado à nenhum álbum |
| 2018 | "Eu Vou Viver" (part. Marcos Freire)                                                                  | Adicionado à nenhum álbum |
| 2019 | "Tu Amor" (part. Kike Pavón e Melissa Hermosillo)                                                     | Adicionado à nenhum álbum |
| 2019 | "Eternidade" (com DJ Natan Flexa, part. Rebeca Carvalho)                                              | Adicionado à nenhum álbum |
| 2019 | "Hoy Yo Viveré" (part. Madiel Lara)                                                                   | Adicionado à nenhum álbum |
| 2019 | "Sua Morada" (com DJ Rogel Vale e Mari Borges)                                                        | Adicionado à nenhum álbum |
| 2019 | "Sua Morada (Remix)" (com DJ Rogel Vale e Mari Borges, part. Eduardo Vieira)                          | Adicionado à nenhum álbum |
| 2020 | "Danzo en El Rio (Remix)" (com Miel San Marcos)                                                       | Adicionado à nenhum álbum |
| 2020 | "Yo Sé (Remix)" (com DJ Marcos Andre e Mauro Henrique)                                                | Adicionado à nenhum álbum |
| 2021 | "Tô Preparado" (com André & Felipe)                                                                   | Me Faz Viver              |
| 2022 | "Me Faz Viver" (com Marcelo Markes)                                                                   | Me Faz Viver              |
| 2022 | "Eu Te Vejo em Tudo (Remix)" (com Helena Albernaz)                                                    | Me Faz Viver              |
| 2022 | "Joquebede (Remix)" (com Gui Brasil e DJ Vitor Capoia, part. Israel Santos)                           | Me Faz Viver              |
| 2022 | "Furioso Oceano (Remix)" (com Jhonas Serra)                                                           | Me Faz Viver              |
| 2022 | "Som do Céu (Remix)" (com Mateus Ferreira Cunha e Sic Bartão, part. Agner Arthur Marques Quintanilha) | Adicionado à nenhum álbum |
| 2022 | "Eu Tenho Você (Remix)" (com Marcelo Markes e Isadora Pompeo)                                         | Me Faz Viver              |
| 2022 | "Dança" (com Lorena Chaves)                                                                           | Adicionado à nenhum álbum |
| 2023 | "Everything" (com Cass)                                                                               | Adicionado à nenhum álbum |
| 2023 | "A Casa é Sua (Remix)" (com Amém)                                                                     | Adicionado à nenhum álbum |

#### Como artista convidado
| Ano  | Canção                                   | Álbum               |
| ---- | ---------------------------------------- | ------------------- |
| 2012 | "Teu Falar" (Hadassah Perez part. DJ PV) | Tudo Que Eu Preciso |
| 2015 | "Outubro" (Daniela Araújo part. DJ PV)   | Doze                |

### Outras canções
| Ano  | Canção                                       | Álbum        |
| ---- | -------------------------------------------- | ------------ |
| 2015 | "O Céu é o Meu Lugar" (Casa Worship e DJ PV) | A Casa é Sua |